# チェスト (医療機器メーカー)
チェスト株式会社は呼吸器官に関連する医療機器を製造して販売する企業である。

## 概要
1965年に創業し、呼吸機能検査装置、気道過敏性測定装置、睡眠時無呼吸検査装置など、検査から治療まで一連する呼吸器官医療機器を開発・製造・販売をしている。1997年から在宅医療分野手掛ける。創業者の保木敏明は、ホギメディカルの創業者保木将夫の弟にあたる。

## 製品
- 呼吸機能測定機器：肺活量、1秒量測定、肺気量分画、気道抵抗などの測定機器。多機能電子スパイロメーター「HI-801」、総合肺機能検査システム「CHESTAC-9800」、「ボディボックス」、「MostGraph-01」など。
- 呼吸中枢測定機器
- 喘息関連機器：気道過敏性測定システム アストグラフ「Jupiter 21」など。
- 呼吸代謝関連機器
- 睡眠時無呼吸関連機器
- 在宅医療関連機器

## 沿革
- 1965年 保木敏明がサンワ精機株式会社を、東京都文京区本郷三丁目に資本金300万円で創業する。
- 1972年 社内組織を改組して資本金1,000万円に増資する。
- 1974年 社名をチェスト株式会社に変更する。
- 1979年 資本金を3,000万円に増資する。
- 1980年 資本金を4,000万円に増資する。
- 1983年 本社ビルを文京区白山1丁目に竣工する。のちに白山事業所とする。
- 1987年 本社ビルを文京区本郷3丁目に竣工する。のちに本社営業所とする。
- 1988年 気道過敏性測定装置のアストグラフを開発して石川賞を受賞する。
- 1989年 チェスト電子工業株式会社を設立する。
- 1990年 山中湖山荘にチェスト保養所を新築する。
- 1993年 仙台市郊外にチェスト技術研究所 (CIT) を設立する。
- 1997年 株式会社チェストホームケアサービスを設立して在宅分野を手掛ける。
- 2009年 総合呼吸抵抗測定装置「MostGraph-01」を発表する。
- 2010年 ベンチレータ事業部を設ける。
- 2014年 本社ビルを文京区本郷3丁目に竣工する。